# Wonder (canción)
«Wonder» es una canción grabada por el cantante canadiense Shawn Mendes para su próximo cuarto álbum, con el mismo nombre. La canción, que sirve como sencillo principal del álbum, se lanzó el 2 de octubre de 2020 por Island Records. La pista fue escrita y producida por Shawn Mendes, Scott Harris, Nate Mercereau y Kid Harpoon.

## Antecedentes y lanzamiento
En agosto de 2020, el cantante se tatuó la palabra "Wonder " en el brazo derecho, que luego resultaría ser el título del próximo álbum de estudio y su sencillo principal. El 30 de septiembre de 2020, el cantante recurrió a sus redes sociales para adelantarse al proyecto con la leyenda "WHAT IS #WONDER" (qué es #Wonder). Más tarde, publicó una nota escrita a mano en las redes sociales y confirmó que el sencillo, así como el video musical que lo acompaña, se lanzarían el 2 de octubre.

## Composición
La canción fue descrita como una balada poderosa. Líricamente, la canción ve a Mendes contemplando «escenarios imaginados», así como «ponerse en los zapatos de su amigo». El cantante también está comentando sobre la masculinidad tóxica, diciendo «Me pregunto, cuando lloro en mis manos, estoy condicionado a sentir que me hace menos hombre». «Wonder» encuentra a Mendes «ampliando sus horizontes sonoros, experimentando con un sonido de pantalla ancha y con mucho cuerpo».

## Video musical
El video musical se estrenó el 2 de octubre de 2020 a la medianoche. El video, dirigido por Matty Peacock, comienza con una escena que muestra a Mendes sentado solo en un tren y mirando por la ventana. Luego se levanta de su asiento y se dirige a la parte superior del tren. El viaje en tren se comparó con las escenas de Hogwarts durante la serie de Harry Potter. La siguiente escena corta inmediatamente a Mendes en un bosque, donde comienza a correr hacia el borde del bosque, donde hay un acantilado. Mientras canta, comienza a llover y se ve a Mendes cantando a todo pulmón. El video se cierra con Mendes arrodillado en la cima del acantilado mientras la lluvia se detiene.

## Créditos y personal
Créditos adaptados de Tidal.
- Shawn Mendes - voz, composición, producción, composición, piano, sintetizador
- Scott Harris - composición, producción, composición
- Nate Mercereau - composición, producción adicional, composición, guitarra, trompa, batería
- Kid Harpoon : composición, producción, composición, guitarra, batería, programación, sintetizador
- Michael Lehmann Boddicker - ingeniería, personal
- Edie Lehmann Boddicker - voces adicionales, arreglo de coro
- George Seara - ingeniería vocal, personal
- Jeremy Hatcher - ingeniería vocal, personal
- Mike Stent - mezcla, personal
- Kaushlesh "Garry" Purohit - ingeniería vocal, personal
- Clydene Jackson - voces adicionales
- Jarrett Johnson - voces adicionales
- Nayanna Holley - voces adicionales
- Toni Scruggs - voces adicionales

## Posicionamiento en listas
| Listas (2020)                             | Mejor posición |
| ----------------------------------------- | -------------- |
| Alemania (Official German Charts)         | 47             |
| Australia (ARIA)                          | 13             |
| Austria (Ö3 Austria Top 40)               | 22             |
| Bélgica (Ultratop 50) Flanders            | 17             |
| Bélgica (Ultratop) Wallonia               | 5              |
| Canadá (Canadian Hot 100)                 | 4              |
| Dinamarca (Tracklisten)                   | 28             |
| Eslovaquia (Singles Digitál Top 100)      | 37             |
| Escocia (Official Charts Company)         | 18             |
| España (PROMUSICAE)                       | 84             |
| Estados Unidos (Billboard Hot 100)        | 18             |
| Estados Unidos (Adult Contemporary)       | 27             |
| Estados Unidos (Adult Top 40)             | 18             |
| Estados Unidos (Mainstream Top 40)        | 19             |
| Francia (SNEP)                            | 200            |
| Hungría (Single Top 40)                   | 7              |
| Hungría (Stream Top 40)                   | 9              |
| Irlanda (IRMA)                            | 15             |
| Italia (FIMI)                             | 93             |
| Noruega (VG-lista)                        | 16             |
| Países Bajos (Dutch Top 40)               | 27             |
| Países Bajos (Single Top 100)             | 26             |
| Reino Unido (UK Singles Chart)            | 21             |
| República Checa (Singles Digitál Top 100) | 17             |
| Suiza (Schweizer Hitparade)               | 19             |

## Certificaciones
| País (organismo certificador) | Certificación | Unidades certificadas |
| ----------------------------- | ------------- | --------------------- |
| Canadá (Music Canada)         | Oro           | 40 000                |

## Historial de lanzamiento
| País           | Fecha                | Formato                                 | Discográfica     | Ref           |
| -------------- | -------------------- | --------------------------------------- | ---------------- | ------------- |
| Varios         | 2 de octubre de 2020 | CD single, descarga digital y streaming | Island           | [ 41 ] [ 14 ] |
| Australia      | 2 de octubre de 2020 | Contemporary hit radio                  | Island, UMA      | [ 42 ]        |
| Italia         | 2 de octubre de 2020 | Contemporary hit radio                  | UMG              | [ 43 ]        |
| Reino Unido    | 2 de octubre de 2020 | Contemporary hit radio                  | UMG              | [ 44 ]        |
| Estados Unidos | 6 de octubre de 2020 | Contemporary hit radio                  | Island, Republic | [ 45 ]        |
| Estados Unidos | 6 de octubre de 2020 | Hot adult contemporary                  | Island, Republic | [ 46 ]        |